# Salon international de l'automobile de Genève 2016
L'édition 2016 du Salon international de l'automobile de Genève s'est tenue du 3 au 13 mars 2016 à Genève. Il s'agit de la 86e édition internationale de ce salon, organisé pour la première fois en 1905.
Pour la cinquième fois, le trophée européen de la voiture de l'année (Car of the Year) y a été décerné le 29 février, la veille de l'ouverture aux journées de presse. C'est l'Opel Astra qui remporte le titre.
Le dimanche 13 mars, la manifestation s'est terminée avec une affluence cumulée sur les 11 jours de 687 000 visiteurs, en hausse de 0,7 % par rapport à l'édition 2015.

## Nouveautés
|                     | Marque             | Modèle                                             | Photo |
| ------------------- | ------------------ | -------------------------------------------------- | ----- |
| Première mondiale   | Abarth             | 124 Spider                                         |       |
| Première mondiale   | Alfa Romeo         | Giulia                                             |       |
| Première mondiale   | Alfa Romeo         | Disco Volante Spyder by Touring                    |       |
| Première mondiale   | Arash (en)         | AF8 Falcon                                         |       |
| Première mondiale   | Arash (en)         | AF10                                               |       |
| Première européenne | Audi               | A4 Allroad                                         |       |
| Première mondiale   | Audi               | Q2                                                 |       |
| Première mondiale   | Audi               | RS Q3 Performance                                  |       |
| Première mondiale   | Aston Martin       | DB11                                               |       |
| Première mondiale   | Bentley            | Mulsanne restylée                                  |       |
| Première mondiale   | Bentley            | Mulsanne EWB restylée                              |       |
| Première mondiale   | Bentley            | Mulsanne Speed restylée                            |       |
| Première mondiale   | BMW                | M760Li xDrive                                      |       |
| Première européenne | BMW                | M2                                                 |       |
| Première européenne | BMW                | X4 M40i                                            |       |
| Première mondiale   | BMW Alpina         | Alpina B7 Bi-Turbo                                 |       |
| Première mondiale   | Bee Bee            | XS                                                 |       |
| Première mondiale   | Brabus             | 900 (base S 65 Coupé)                              |       |
| Première mondiale   | Bugatti            | Chiron,                                            |       |
| Première européenne | Chevrolet          | Camaro Coupé                                       |       |
| Première européenne | Chevrolet          | Camaro Coupé 2.0T                                  |       |
| Première européenne | Chevrolet          | Camaro Convertible                                 |       |
| Première européenne | Chevrolet          | Camaro Convertible 2.0T                            |       |
| Première mondiale   | Chevrolet          | Corvette Grand Sport Coupé                         |       |
| Première mondiale   | Chevrolet          | Corvette Grand Sport Convertible                   |       |
| Première mondiale   | Citroën            | E-Méhari styled by Courrèges                       |       |
| Première mondiale   | Citroën            | C4 Cactus Rip Curl                                 |       |
| Première mondiale   | Citroën            | SpaceTourer                                        |       |
| Première mondiale   | Citroën            | SpaceTourer Hyphen                                 |       |
| Première mondiale   | DMC                | G Class G63 G65 "ZEUS"                             |       |
| Première mondiale   | DMC                | Huracan "Jeddah Edition"                           |       |
| Première mondiale   | DS                 | E-Tense                                            |       |
| Première mondiale   | DS                 | 3 et 3 Cabrio Performance                          |       |
| Première mondiale   | E'Mobile           | Kyburz eRod                                        |       |
| Première mondiale   | E'Mobile           | Yebbujana R2                                       |       |
| Première mondiale   | EP Tender          | EP Tender                                          |       |
| Première mondiale   | Ferrari            | California T restylée                              |       |
| Première mondiale   | Ferrari            | GTC4 Lusso,                                        |       |
| Première européenne | Fiat               | 124 Spider                                         |       |
| Première mondiale   | Fiat               | Tipo 5 portes                                      |       |
| Première mondiale   | Fiat               | Tipo Station Wagon                                 |       |
| Première mondiale   | Hamann Motorsport  | X4 xDrive35d                                       |       |
| Première mondiale   | Hamann Motorsport  | X6 M F86                                           |       |
| Première mondiale   | Hamann Motorsport  | GLE 63S Coupé                                      |       |
| Première mondiale   | Hamann Motorsport  | Macan Turbo                                        |       |
| Première mondiale   | Honda              | Civic Hatchback Concept                            |       |
| Première mondiale   | Hyundai            | Ioniq                                              |       |
| Première européenne | Infiniti           | Q60                                                |       |
| Première européenne | Infiniti           | QX30                                               |       |
| Première mondiale   | Italdesign         | GTZero Concept,                                    |       |
| Première mondiale   | Jaguar             | F-Type SVR                                         |       |
| Première mondiale   | Kahn Design (en)   | Chelsea Truck Company Jeep Wrangler Wide Track S   |       |
| Première mondiale   | Kahn Design (en)   | Flying Huntsman 110 6x6 Defender Double Cab Pickup |       |
| Première mondiale   | Kahn Design (en)   | Vengeance (base Aston Martin DB9)                  |       |
| Première mondiale   | Kahn Design (en)   | Range Rover Sport RS Pace Car Concept              |       |
| Première européenne | Kia                | Niro                                               |       |
| Première mondiale   | Kia                | Optima Sportswagon                                 |       |
| Première mondiale   | Koenigsegg         | Agera Final edition                                |       |
| Première mondiale   | Koenigsegg         | Regera Production version                          |       |
| Première mondiale   | Lamborghini        | Centenario                                         |       |
| Première mondiale   | Lexus              | LC 500h                                            |       |
| Première européenne | Lexus              | LF-FC Concept                                      |       |
| Première mondiale   | Lotus              | Elise Cup 250                                      |       |
| Première mondiale   | Lotus              | Exige Sport 350Roadster                            |       |
| Première mondiale   | Lotus              | Evora Sport 410                                    |       |
| Première mondiale   | Mansory            | Siracusa 4XX                                       |       |
| Première mondiale   | Maserati           | Levante                                            |       |
| Première européenne | Mazda              | RX-Vision                                          |       |
| Première mondiale   | McLaren            | McLaren 650S GT3[réf. nécessaire]                  |       |
| Première européenne | Mercedes-Benz      | Classe E                                           |       |
| Première européenne | Mercedes-Benz      | Classe GLS[réf. nécessaire]                        |       |
| Première européenne | Mercedes-Benz      | SL restylée                                        |       |
| Première européenne | Mercedes-AMG       | S 63 4MATIC Cabriolet Edition 130                  |       |
| Première européenne | Mercedes-AMG       | SLC 43                                             |       |
| Première européenne | Mitsubishi         | eX Concept                                         |       |
| Première mondiale   | Mitsubishi         | ASX Geoseek concept                                |       |
| Première mondiale   | Mitsubishi         | L200 Geoseek concept                               |       |
| Première européenne | Morgan             | EV3                                                |       |
| Première européenne | Morgan             | 4/4 80th Anniversary                               |       |
| Première mondiale   | NanoFlowcell       | Quant FE                                           |       |
| Première mondiale   | NanoFlowcell       | Quantino                                           |       |
| Première européenne | Nissan             | IDS Concept                                        |       |
| Première mondiale   | Opel               | Astra TCR                                          |       |
| Première mondiale   | Opel               | GT Concept                                         |       |
| Première mondiale   | Opel               | Mokka X                                            |       |
| Première mondiale   | Peugeot            | 2008 restylée                                      |       |
| Première mondiale   | Peugeot            | Traveller                                          |       |
| Première mondiale   | Porsche            | 718 Boxster                                        |       |
| Première mondiale   | Porsche            | 718 Boxster S                                      |       |
| Première européenne | Porsche            | 911 Carrera 4S Cabriolet                           |       |
| Première mondiale   | Porsche            | 911 R                                              |       |
| Première européenne | Porsche            | 911 Targa 4                                        |       |
| Première européenne | Porsche            | 911 Turbo S                                        |       |
| Première européenne | Porsche            | Macan GTS                                          |       |
| Première mondiale   | Quattroruote       | IED Concept,                                       |       |
| Première mondiale   | Radical Sportscars | RXC Turbo by Aznom                                 |       |
| Première mondiale   | Renault            | Scénic 4,                                          |       |
| Première mondiale   | Renault            | Mégane break Estate                                |       |
| Première mondiale   | Rimac Automobili   | Concept One                                        |       |
| Première mondiale   | Rimac Automobili   | Concept S                                          |       |
| Première européenne | Rinspeed           | Ʃtos                                               |       |
| Première mondiale   | Rolls-Royce        | Ghost Black Badge[réf. nécessaire]                 |       |
| Première mondiale   | Sbarro             | Ginevra 2016                                       |       |
| Première mondiale   | Sbarro             | Haze                                               |       |
| Première mondiale   | Seat               | Ateca                                              |       |
| Première mondiale   | SECMA              | F16 Turbo                                          |       |
| Première mondiale   | Škoda              | Vision S Concept                                   |       |
| Première mondiale   | Smart              | Fortwo cabrio Brabus edition                       |       |
| Première mondiale   | Spyker             | C8 Preliator                                       |       |
| Première mondiale   | Ssangyong          | SIV-2                                              |       |
| Première mondiale   | Ssangyong          | XLV                                                |       |
| Première mondiale   | Subaru             | XV Concept                                         |       |
| Première européenne | Tata               | Hexa Tuff                                          |       |
| Première européenne | Tata               | Kite 5                                             |       |
| Première européenne | Tata               | Tiago                                              |       |
| Première mondiale   | Techrules          | AT96                                               |       |
| Première mondiale   | Techrules          | GT96                                               |       |
| Première européenne | Tesla              | Model X                                            |       |
| Première mondiale   | Topcar Design      | Mercedes-Benz GLE Coupé                            |       |
| Première européenne | Topcar Design      | Porsche Cayenne Vantage 2016                       |       |
| Première mondiale   | Toyota             | C-HR                                               |       |
| Première européenne | Toyota             | Hilux                                              |       |
| Première mondiale   | Toyota             | ProAce Verso Family 2.0                            |       |
| Première mondiale   | Volkswagen         | Budd-e[réf. nécessaire]                            |       |
| Première mondiale   | Volkswagen         | e-up!                                              |       |
| Première mondiale   | Volkswagen         | Multivan PanAmericana                              |       |
| Première mondiale   | Volkswagen         | Phideon[réf. nécessaire]                           |       |
| Première mondiale   | Volkswagen         | Polo beats                                         |       |
| Première mondiale   | Volkswagen         | T-Cross Breeze[réf. nécessaire]                    |       |
| Première mondiale   | Volkswagen         | Tiguan[réf. nécessaire]                            |       |
| Première mondiale   | Volkswagen         | Tiguan GTE Concept[réf. nécessaire]                |       |
| Première mondiale   | Volkswagen         | up! restylée                                       |       |
| Première mondiale   | Volkswagen         | up! beats                                          |       |
| Première européenne | Volvo              | S90                                                |       |
| Première mondiale   | Volvo              | V90                                                |       |
| Première mondiale   | Zenvo              | TS1                                                |       |
| Première mondiale   | Zenvo              | TSR                                                |       |

## Restylings et séries spéciales
|  | Marque     | Modèle                            | Photo |
|  | ---------- | --------------------------------- | ----- |
|  | Alfa Romeo | MiTo restylée                     |       |
|  | Alfa Romeo | Giulietta restylée                |       |
|  | Jaguar     | F-Type « British Design Edition » |       |
|  | Jeep       | Cherokee « 75th Anniversary »     |       |
|  | Jeep       | Cherokee « Overland »             |       |
|  | Jeep       | Grand Cherokee « SRT Night »      |       |
|  | Jeep       | Renegade « 75th Anniversary »     |       |
|  | Jeep       | Renegade « Justice Edition »      |       |
|  | Jeep       | Wrangler « 75th Anniversary »     |       |
|  | Mazda      | 3 restylée                        |       |
|  | Škoda      | Octavia G-TEC DSG                 |       |
|  | Škoda      | Octavia RS 4x4 TDI                |       |
|  | Volvo      | V40 restylée                      |       |

## Exposants
71 exposants de 19 pays pour la catégorie des voitures particulières et châssis complets de voitures particulières à 3 ou 4 roues et plus, voitures électriques et à propulsion alternative.
| - Abarth - Alfa Romeo - Apollo (ex Gumpert) - Arash Motor Company (en) - Aston Martin - Audi - Bee Bee Automotive - Bentley - BMW - BMW Alpina - Bugatti - Chevrolet - Citroën - Dacia - Dodge - DS - E'mobile - Ep Tender - Ferrari - Fiat - Ford - Gasmobil - Honda - Hyundai | - Infiniti - Isuzu - Jaguar - Jeep - Kahn Design (en) - Kia - Koenigsegg - Lamborghini - Land Rover - Lexus - Lotus - Maserati - Mazda - Mclaren - Mercedes-AMG - Mercedes-Benz - Mitsubishi - Morgan - Nissan - Opel - Pagani - Peugeot - Pininfarina - Porsche | - NanoFlowcell - Radical Sportscars - Renault - Rimac Automobili - Rinspeed - Rolls-Royce - Ruf - Seat - SECMA automobile - Sin Cars - Škoda - Smart - Spyker Cars - Ssangyong - Subaru - Suzuki - Tata - Techrules - Tesla - Toyota - Volkswagen - Volvo - Zenvo |